# Rhodanthe
 Rhodanthe  Lindl., 1834 è un genere di piante angiosperme dicotiledoni della famiglia delle Asteraceae (sottofamiglia Asteroideae, tribù Gnaphalieae e sottotribù Gnaphaliinae).

## Etimologia
Il nome del genere deriva dal greco antico "ῥόδον" (rhódon), che significa "rosa", e "άνθεμα" (ánthema), che significa "fiore".
Il nome scientifico del genere è stato definito dal botanico John Lindley (1799-1865) nella pubblicazione " Edwards's Botanical Register; or, Flower Garden and Shrubbery. London" (Edwards's Bot. Reg. 20: t. 1703) del 1834.

## Descrizione

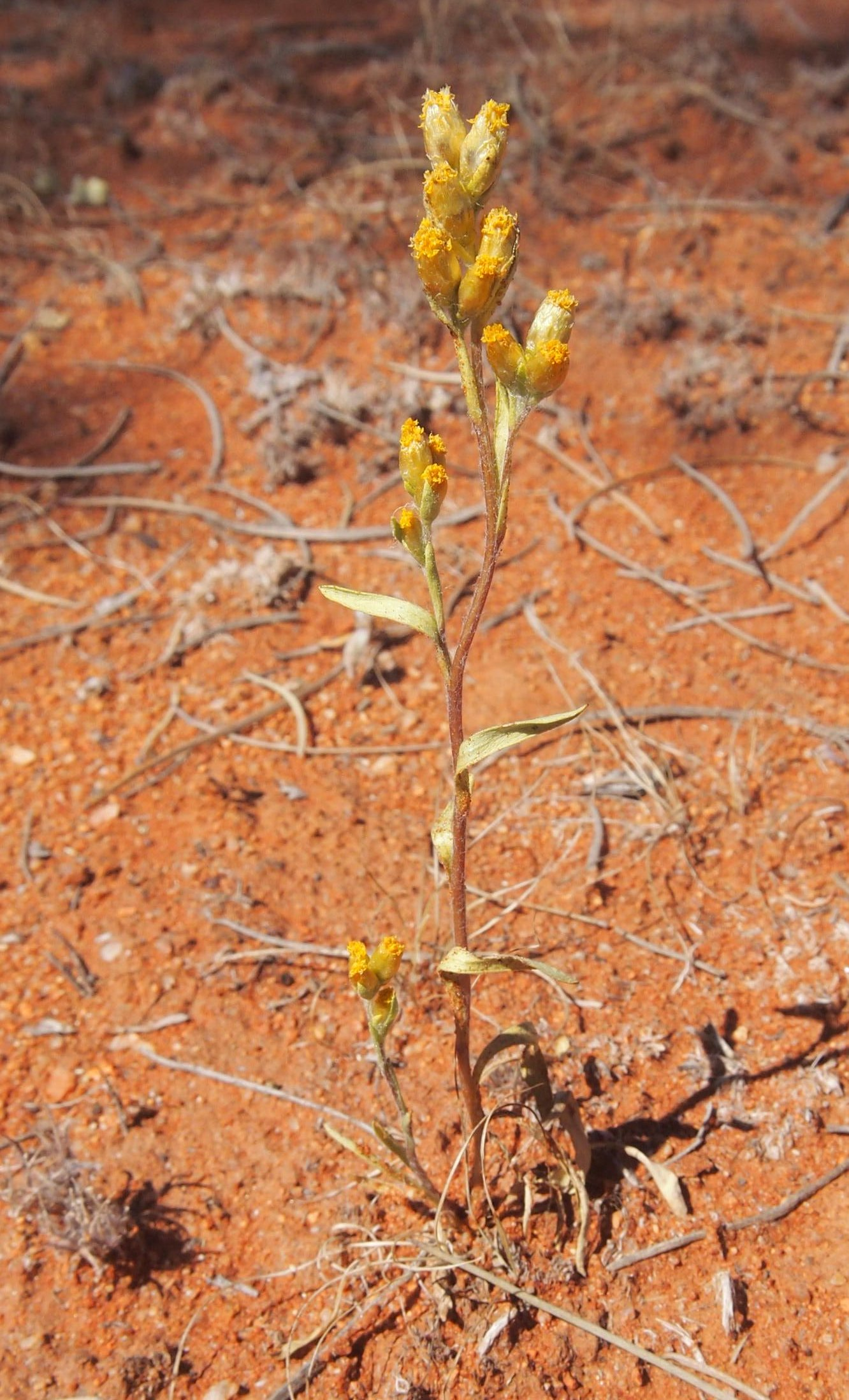
Il portamento
Rhodanthe charsleyae

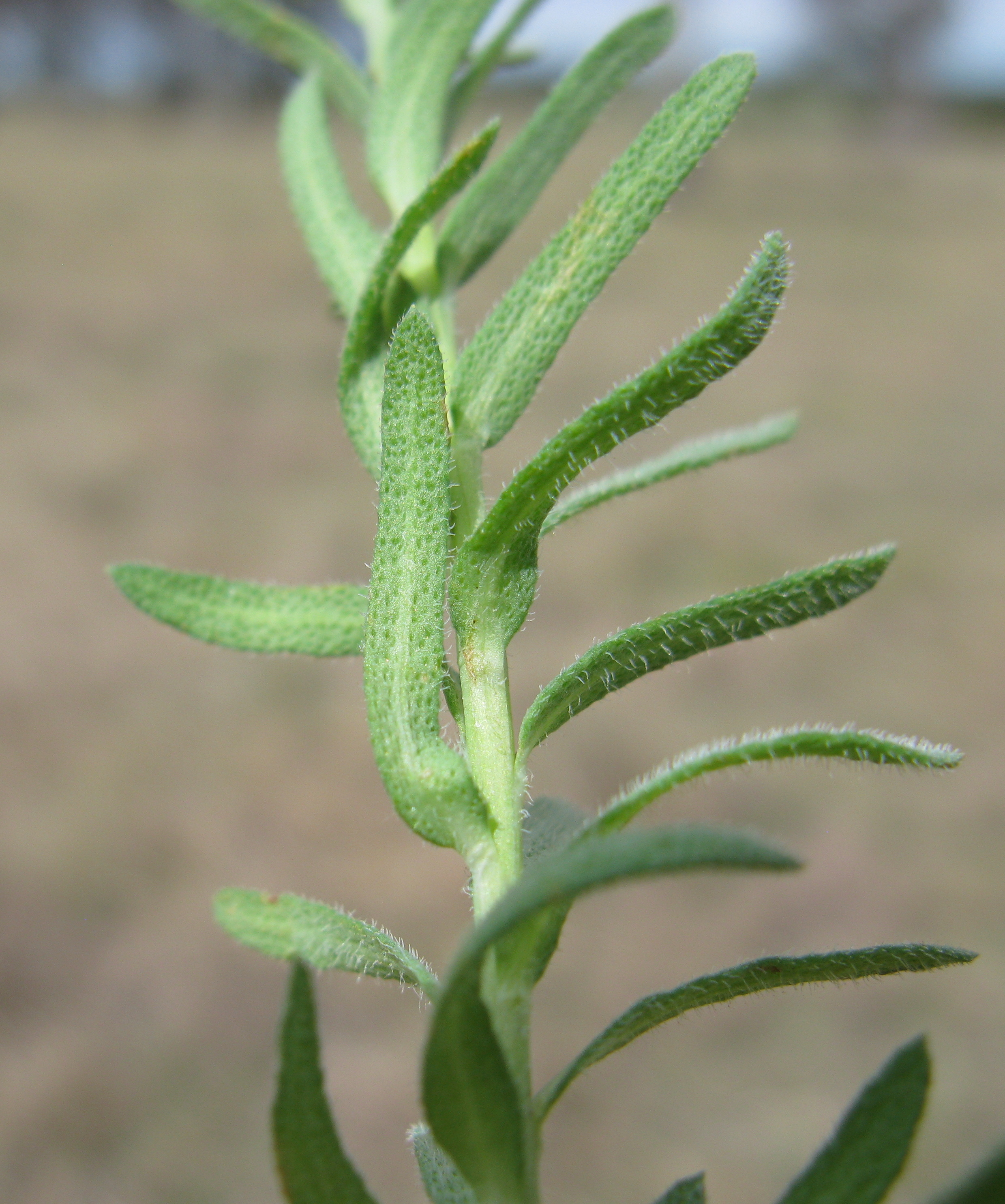
Le foglie
Rhodanthe anthemoides

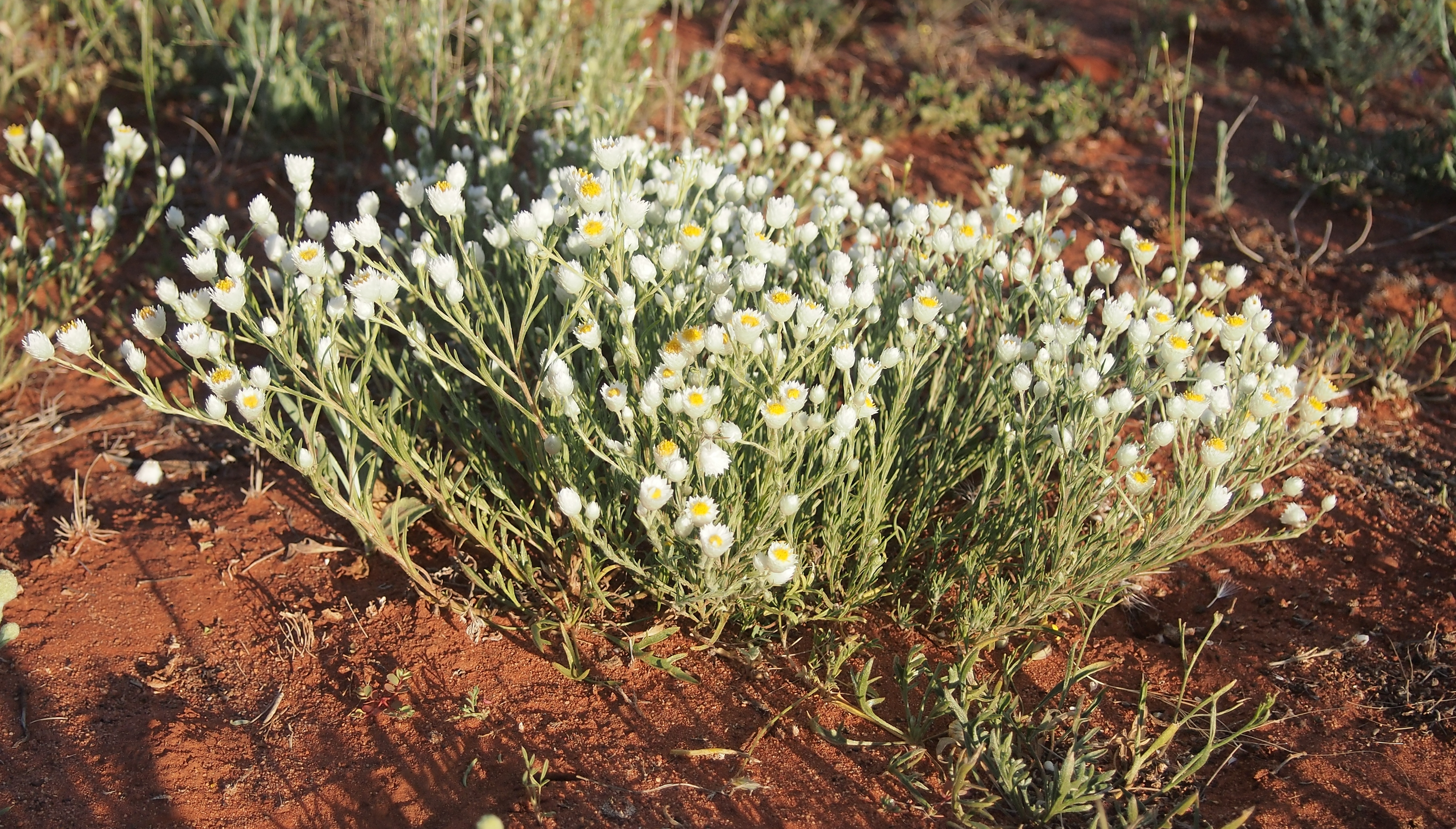
Infiorescenza
Rhodanthe floribunda

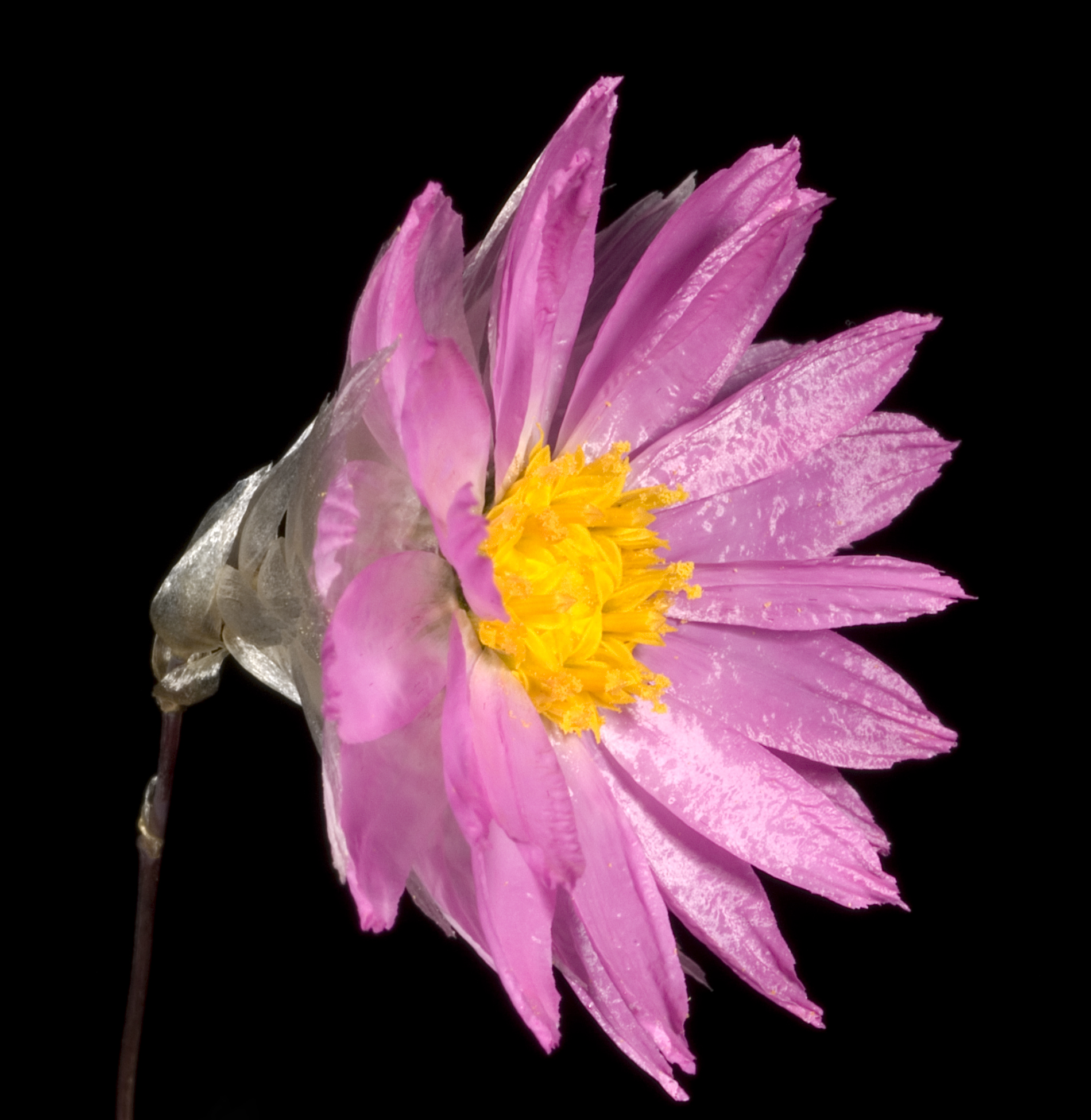
I fiori
Rhodanthe manglesii

Portamento. Le specie di questo gruppo hanno un habitus di tipo erbaceo annuale (una sola è perenne). I cauli di queste piante sono provvisti del floema, ma non di canali resiniferi; mentre i sesquiterpeni lattoni sono normalmente assenti (piante senza lattice).
Fusto. La parte aerea in genere è eretta, semplice o ramosa.
Foglie. Le foglie in sono disposte in modo alternato (a volte subopposto) e sono quasi sempre sessili. La lamina è intera e piatta con forme generalmente strette; i margini sono continui a volte revoluti. La superficie è tomentosa o lanosa su entrambe le superfici.
Infiorescenza. Le sinflorescenze sono composte da capolini solitari o pochi raccolti in formazioni lasse. Le infiorescenze vere e proprie sono formate da un capolino terminale di tipo disciforme sessile o penducolato. I capolini, spesso sottesi da brattee colorate, sono formati da un involucro, con forme da cilindriche a subglobose, composto da diverse brattee, al cui interno un ricettacolo fa da base ai fiori. Le brattee, glabre o pelose a consistenza cartacea e colorate, sono disposte in modo più o meno embricato su più serie e possono essere connate alla base (strati di stereoma indiviso); talora possono avere un margine ialino. Il ricettacolo è senza pagliette a protezione della base dei fiori; la forma è conica.
Fiori. I fiori (da uno a molti per capolino) sono tetra-ciclici (formati cioè da 4 verticilli: calice – corolla – androceo – gineceo) e pentameri (calice e corolla formati da 5 elementi). Sono inoltre tubulosi, attinomorfi e si distinguono in:
- fiori del disco esterni: sono femminili (talvolta bisessuali) e più o meno filiformi (a volte ligulati);
- fiori del disco centrali: sono ermafroditi (a volte sono funzionalmente maschili) e tubulosi.

In questo gruppo di piante i fiori radiati (ligulati o del raggio) sono assenti; a volte sono confusi con i fiori femminili (tubulosi) del disco esterno più o meno sub-zigomorfi con un lembo piatto e possono essere interpretati come fiori del raggio.
- Formula fiorale:

*/x K {\displaystyle \infty }, [C (5), A (5)], G 2 (infero), achenio
- Calice: i sepali del calice sono ridotti ad una coroncina di squame.
- Corolla: la forma della corolla normalmente è tubolare con 5 lobi (raramente 4); i lobi hanno una forma deltata o più o meno lanceolata. I colori della corolla sono giallo, violaceo, bianco o rosso.
- Androceo: l'androceo è formato da 5 stami sorretti da filamenti generalmente liberi; gli stami sono connati e formano un manicotto circondante lo stilo; le teche (produttrici del polline) sono prive di sperone, ma hanno la coda (una sola); le appendici apicali delle antere hanno delle forme concave; il tessuto endoteciale (rivestimento interno dell'antera) è quasi sempre polarizzato (con due superfici distinte: una verso l'esterno e una verso l'interno). Il polline è di tipo echinato (con punte sporgenti) a forma sferica è formato inoltre da due strati di ectesine, mentre lo strato basale è spesso e regolarmente perforato (tipo “gnafaloide”).[8]
- Gineceo: l'ovario è infero uniloculare formato da 2 carpelli. Lo stilo (il recettore del polline) è intero o biforcato con due stigmi nella parte apicale. Gli stigmi hanno una forma variabile troncata; possono essere ricoperti da minute papille o avere dei penicilli apicali. Le superfici stigmatiche sono separate.[8]

Frutti. I frutti sono degli acheni con pappo. Gli acheni sono piccoli a forma variabile obovoidale; la superficie può essere densamente ricoperta di doppi tricomi allungati; il pericarpo può essere percorso longitudinalmente da alcuni fasci vascolari. Il pappo è formato da setole piatte (piumose) connate in un anello.

## Biologia
Impollinazione: tramite insetti (impollinazione entomogama tramite farfalle diurne e notturne).

Riproduzione: la fecondazione avviene fondamentalmente tramite l'impollinazione dei fiori.

Dispersione: i semi cadono a terra e vengono dispersi soprattutto da insetti come formiche (disseminazione mirmecoria). Un altro tipo di dispersione è zoocoria: gli uncini delle brattee dell'involucro (se presenti) si agganciano ai peli degli animali di passaggio che portano così i semi anche su lunghe distanze. Inoltre per merito del pappo il vento può trasportare i semi anche per alcuni chilometri (disseminazione anemocora).

## Distribuzione e habitat
Le specie di questo genere sono distribuite in Australia e Tasmania.

## Tassonomia
La famiglia di appartenenza di questa voce (Asteraceae o Compositae, nomen conservandum) probabilmente originaria del Sud America, è la più numerosa del mondo vegetale, comprende oltre 23.000 specie distribuite su 1.535 generi, oppure 22.750 specie e 1.530 generi secondo altre fonti (una delle checklist più aggiornata elenca fino a 1.679 generi). La famiglia attualmente (2021) è divisa in 16 sottofamiglie; la sottofamiglia Asteroideae è una di queste e rappresenta l'evoluzione più recente di tutta la famiglia.

### Filogenesi
Il genere di questa voce è descritto nella tribù Gnaphalieae, una delle 21 tribù della sottofamiglia Asteroideae. Da un punto di vista filogenetico, la tribù Gnaphalieae fa parte del supergruppo (o sottofamiglia) "Asteroideae grade"; l'altro è il supergruppo "Non-Asteroideae" contenente il resto delle sottofamiglie delle Asteraceae. All'interno del supergruppo è vicina alle tribù Senecioneae, Calenduleae, Astereae e Anthemideae.
La sottotribù Gnaphaliinae è caratterizzata da portamenti di vario tipo con specie ginomonoiche e monoiche, da foglie con margini interi, da capolini disciformi omogami o eterogami e raramente radiati (o subradiati), dallo stilo con rami troncati e superfici stigmatiche separate apicalmente, da acheni glabri o con tricomi allungati e pappo ridotto.
Il genere  Rhodanthe appartiene al gruppo Australasian clade, un gruppo informale monofiletico della sottotribù Gnaphaliinae diviso in quattro sottocladi: Angianthus (specie effimere dell'Australia occidentale), Waitzia (specie perenni dell'Australia orientale), Cassinia (specie con portamento arbustivo) e Euchiton (specie perenni simili a piante lanose e alpine). Il genere di questa voce è posizionato nel subclade "Angianthus" che, da un punto di vista filogenetico, rappresenta il "core " del gruppo (l'ultimo che si è evoluto). In particolare Rhodanthe in questo gruppo non si presenta monofiletico..
I caratteri distintivi del genere  Rhodanthe sono:
- il ricettacolo ha una forma conica;
- gli acheni sono densamente villosi per doppi peli allungati;
- le setole del pappo sono connate in un anello.

Il numero cromosomico delle specie di questo genere è: 2n = 10, 14, 16, 20, 22 e 28.

### Elenco delle specie
Questo genere ha 46 specie:

A - B
- Rhodanthe anthemoides (Sieber ex Spreng.) Paul G.Wilson
- Rhodanthe ascendens  Paul G.Wilson
- Rhodanthe battii (F.Muell.) Paul G.Wilson

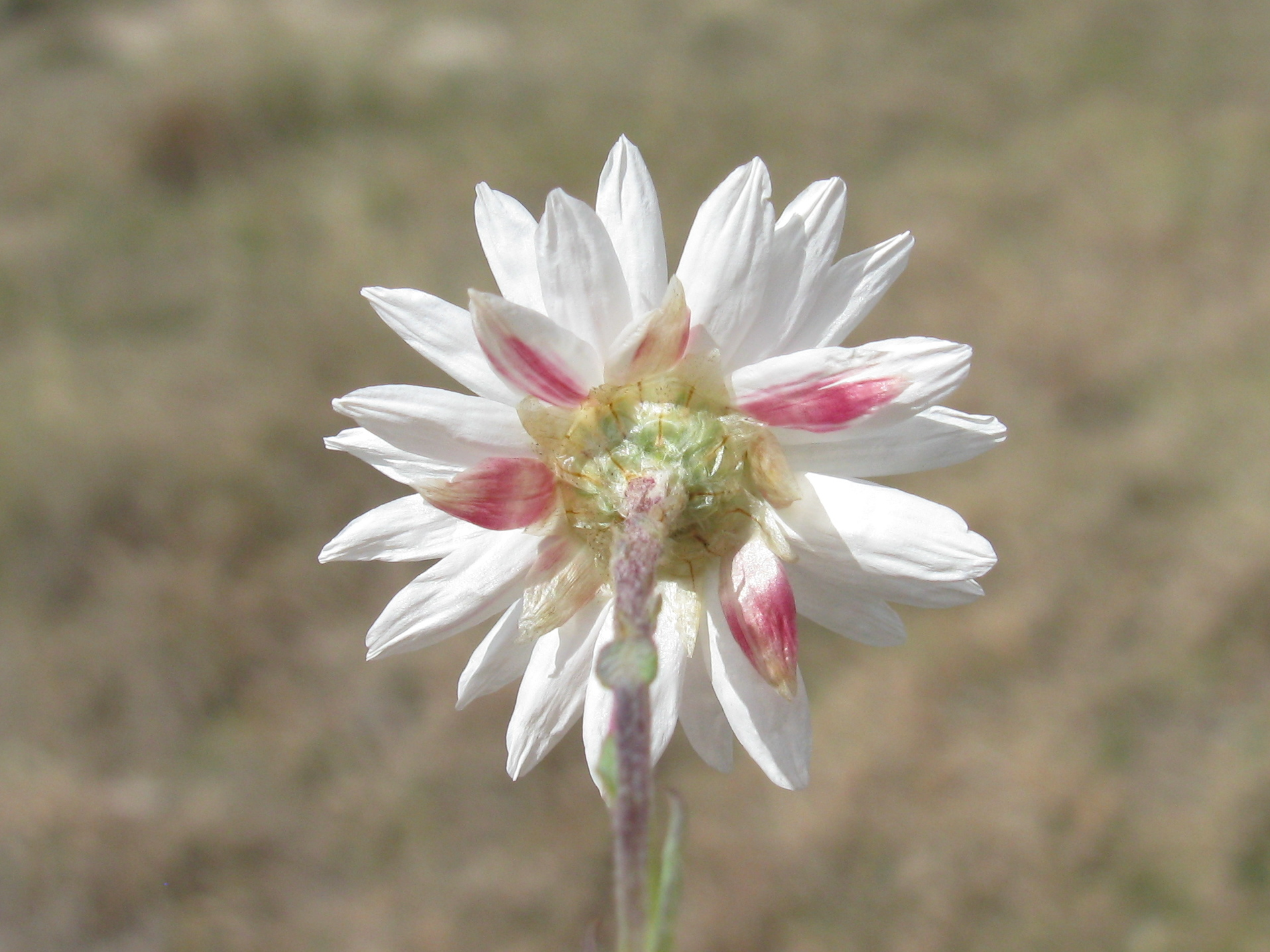
Rhodanthe anthemoides
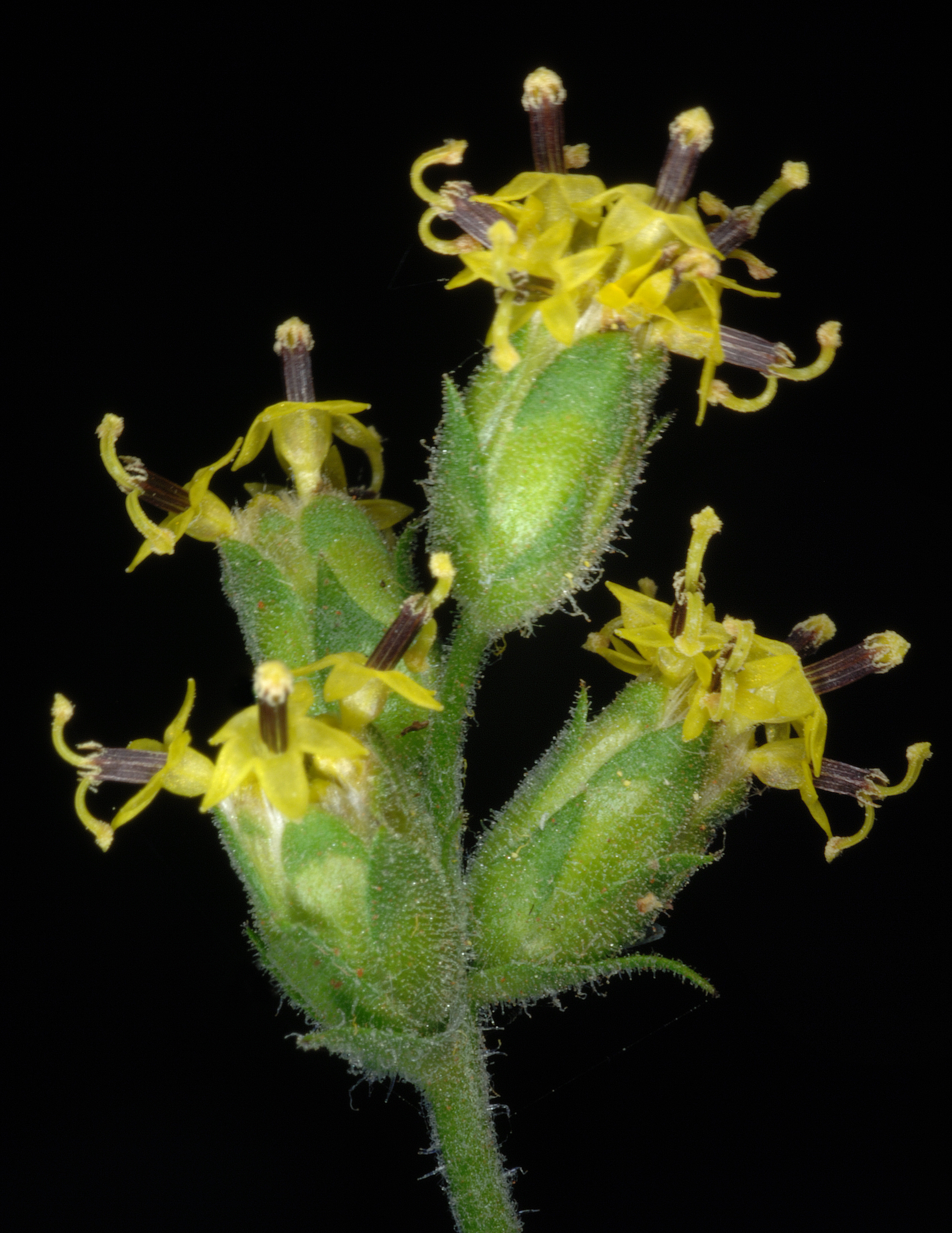
Rhodanthe battii

C
- Rhodanthe charsleyae (F.Muell.) Paul G.Wilson
- Rhodanthe chlorocephala (Turcz.) Paul G.Wilson
- Rhodanthe citrina (Benth.) Paul G.Wilson
- Rhodanthe collina  Paul G.Wilson
- Rhodanthe condensata (F.Muell.) Paul G.Wilson
- Rhodanthe corymbiflora (Schltdl.) Paul G.Wilson
- Rhodanthe corymbosa (A.Gray) Paul G.Wilson
- Rhodanthe cremea  Paul G.Wilson

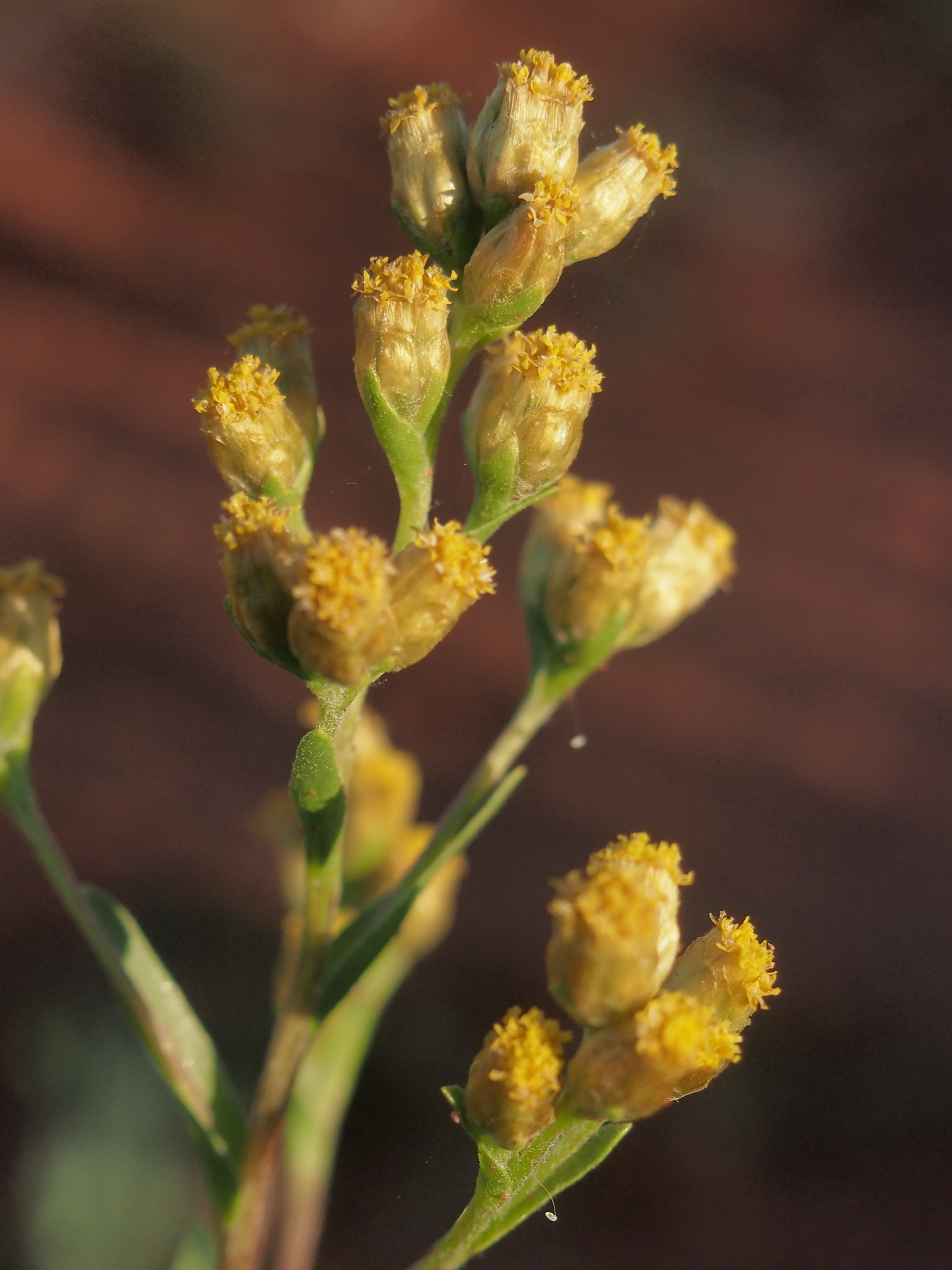
Rhodanthe charsleyae
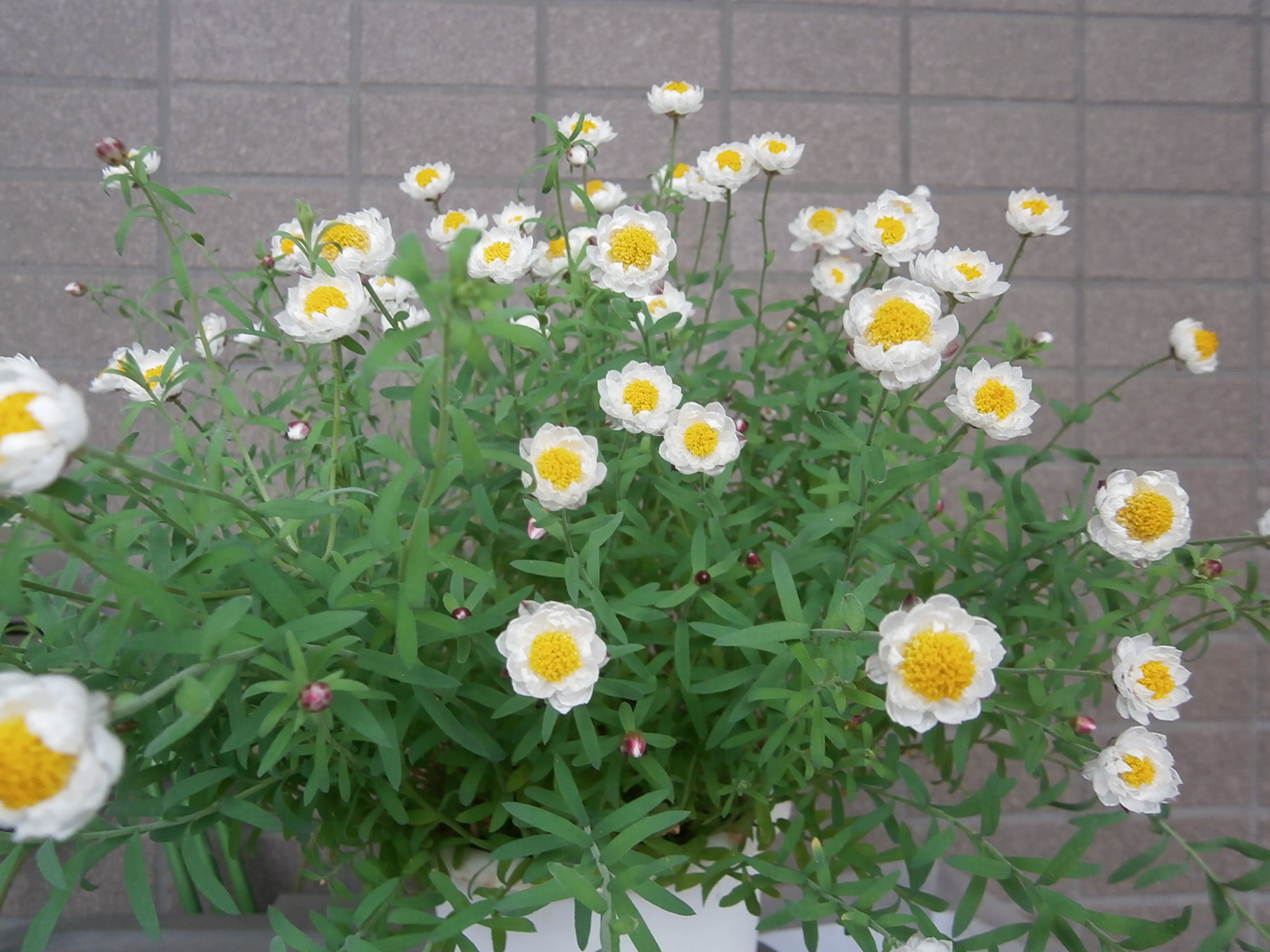
Rodanthe chlorocephala
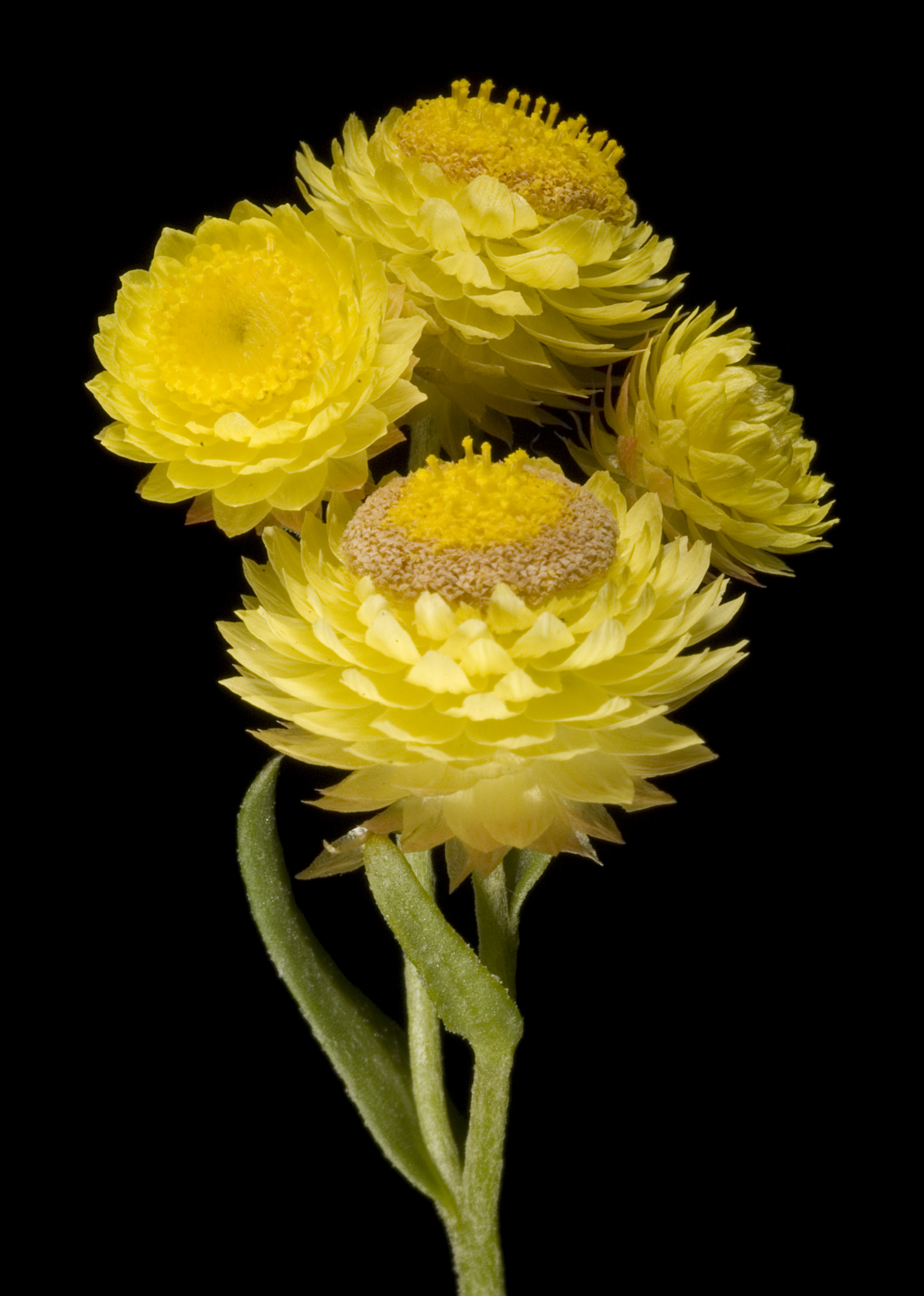
Rhodanthe citrina
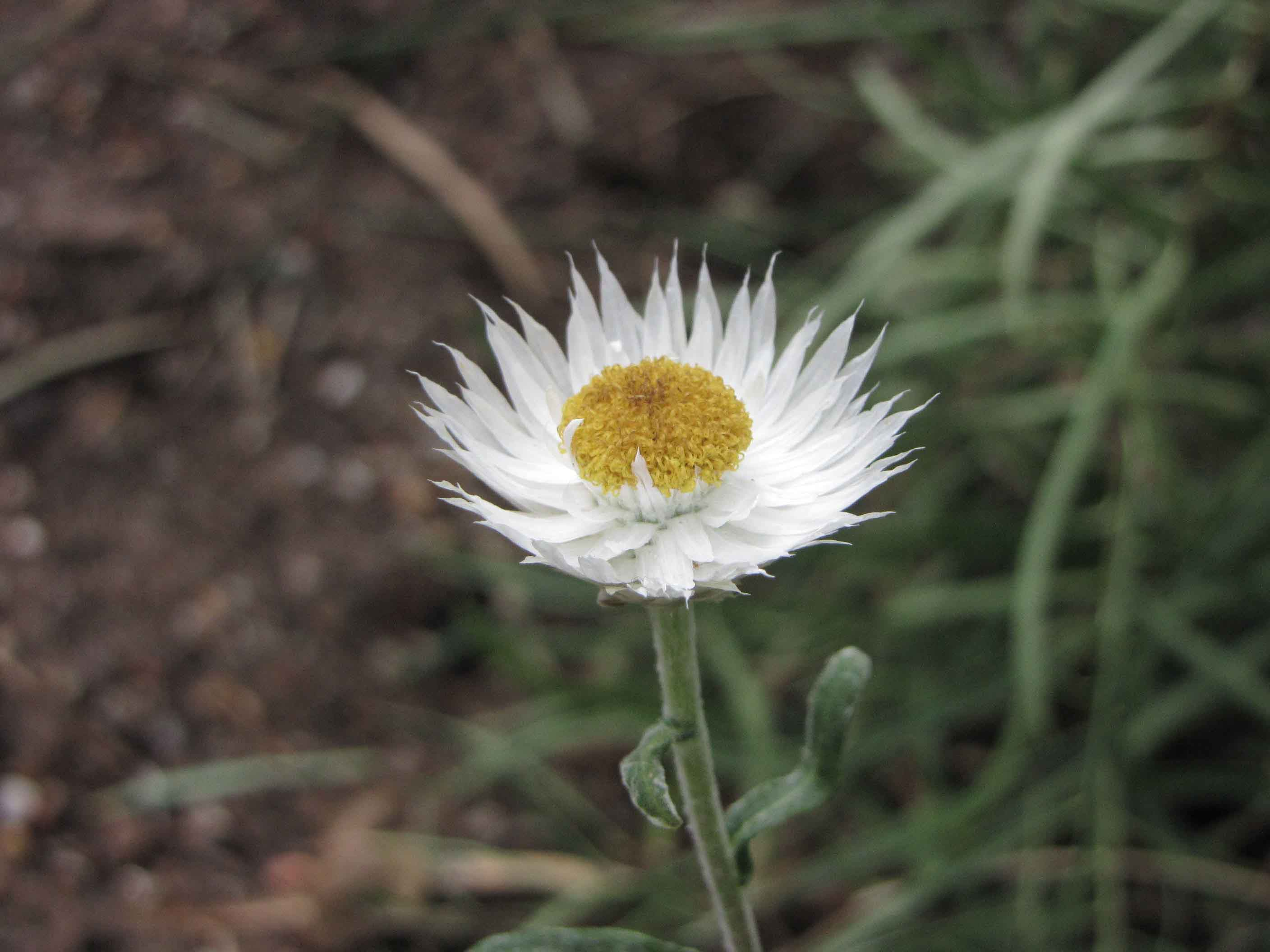
Rhodanthe condensata

F...L
- Rhodanthe diffusa (DC.) Paul G.Wilson
- Rhodanthe floribunda (DC.) Paul G.Wilson
- Rhodanthe forrestii (F.Muell.) Paul G.Wilson
- Rhodanthe frenchii (F.Muell.) Paul G.Wilson
- Rhodanthe fuscescens (Turcz.) Paul G.Wilson
- Rhodanthe gossypina  Paul G.Wilson
- Rhodanthe haigii (F.Muell.) Paul G.Wilson
- Rhodanthe heterantha (Turcz.) Paul G.Wilson
- Rhodanthe humboldtiana (Gaudich.) Paul G.Wilson
- Rhodanthe laevis (A.Gray) Paul G.Wilson

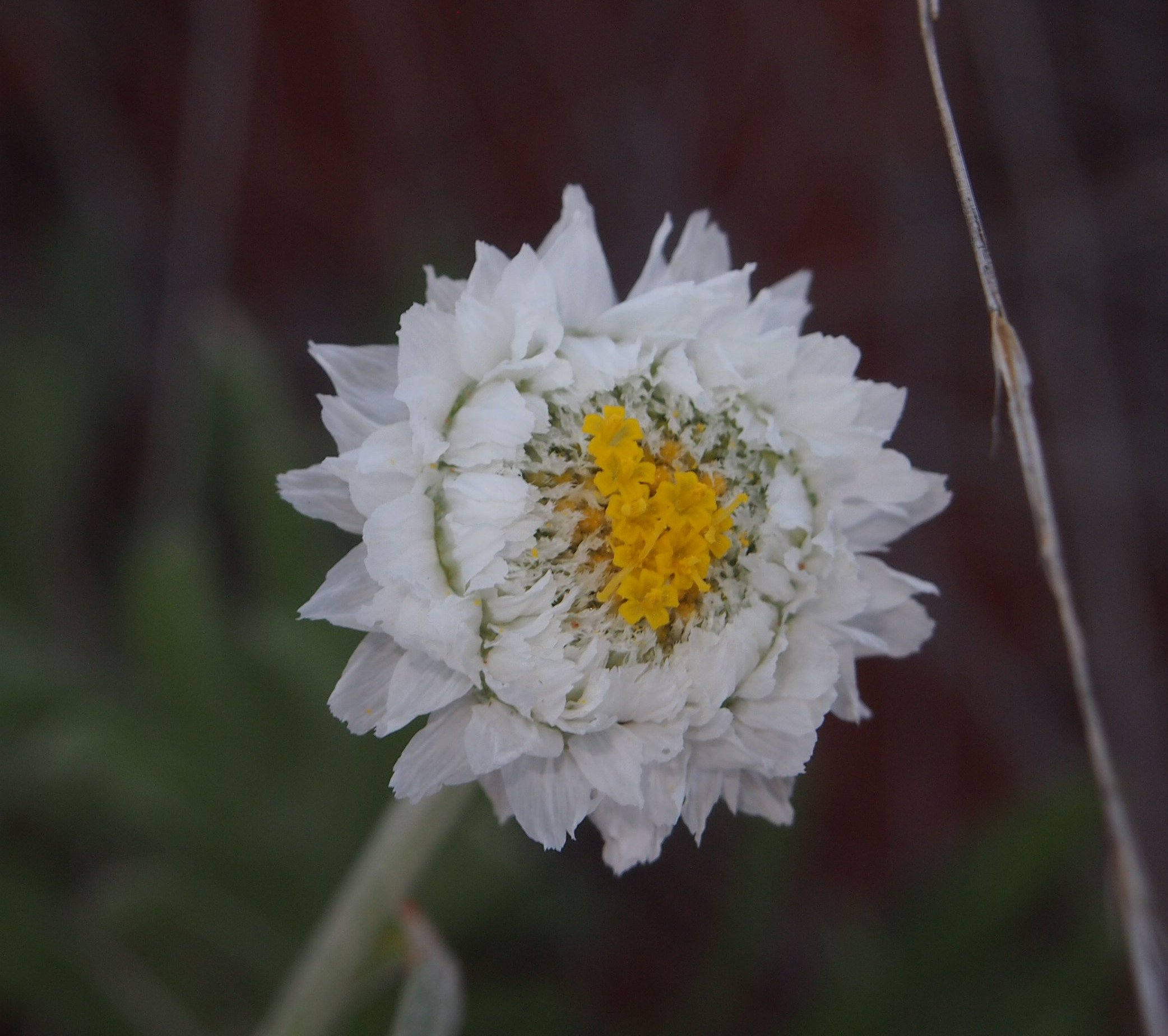
Rhodanthe floribunda
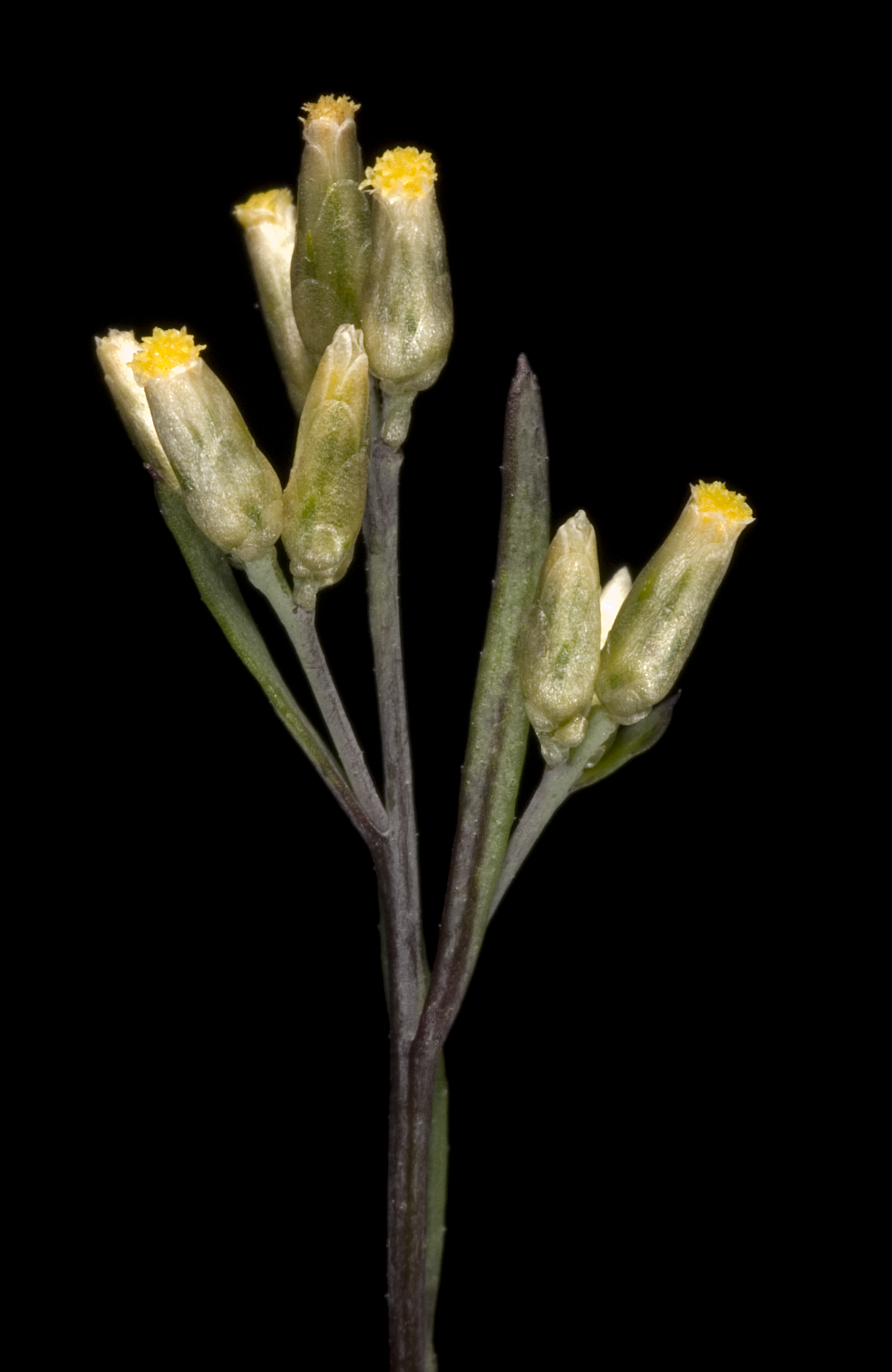
Rhodanthe laevis
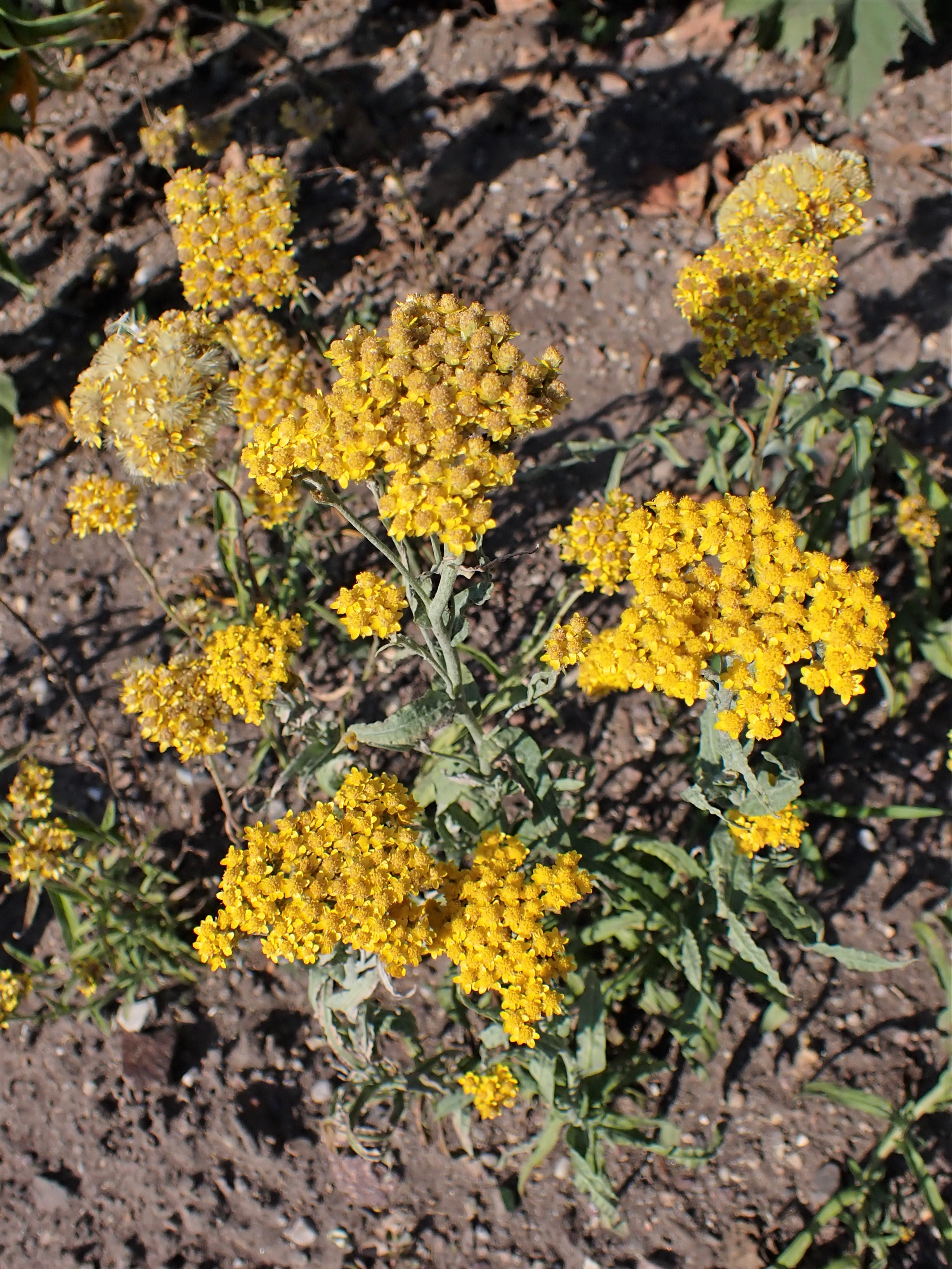
Rhodanthe humboldtiana

M...P
- Rhodanthe manglesii  Lindl.
- Rhodanthe margarethae (F.Muell.) Paul G.Wilson
- Rhodanthe maryonii (S.Moore) Paul G.Wilson
- Rhodanthe microglossa (Maiden & Betche) Paul G.Wilson
- Rhodanthe moschata (A.Cunn. ex DC.) Paul G.Wilson
- Rhodanthe nullarborensis  Paul G.Wilson
- Rhodanthe oppositifolia (S.Moore) Paul G.Wilson
- Rhodanthe pollackii (F.Muell.) Paul G.Wilson
- Rhodanthe polycephala (A.Gray) Paul G.Wilson
- Rhodanthe polygalifolia (DC.) Paul G.Wilson
- Rhodanthe polyphylla (F.Muell.) Paul G.Wilson
- Rhodanthe propinqua (W.Fitzg.) Paul G.Wilson
- Rhodanthe psammophila  Paul G.Wilson
- Rhodanthe pygmaea (DC.) Paul G.Wilson
- Rhodanthe pyrethrum (Steetz) Paul G.Wilson

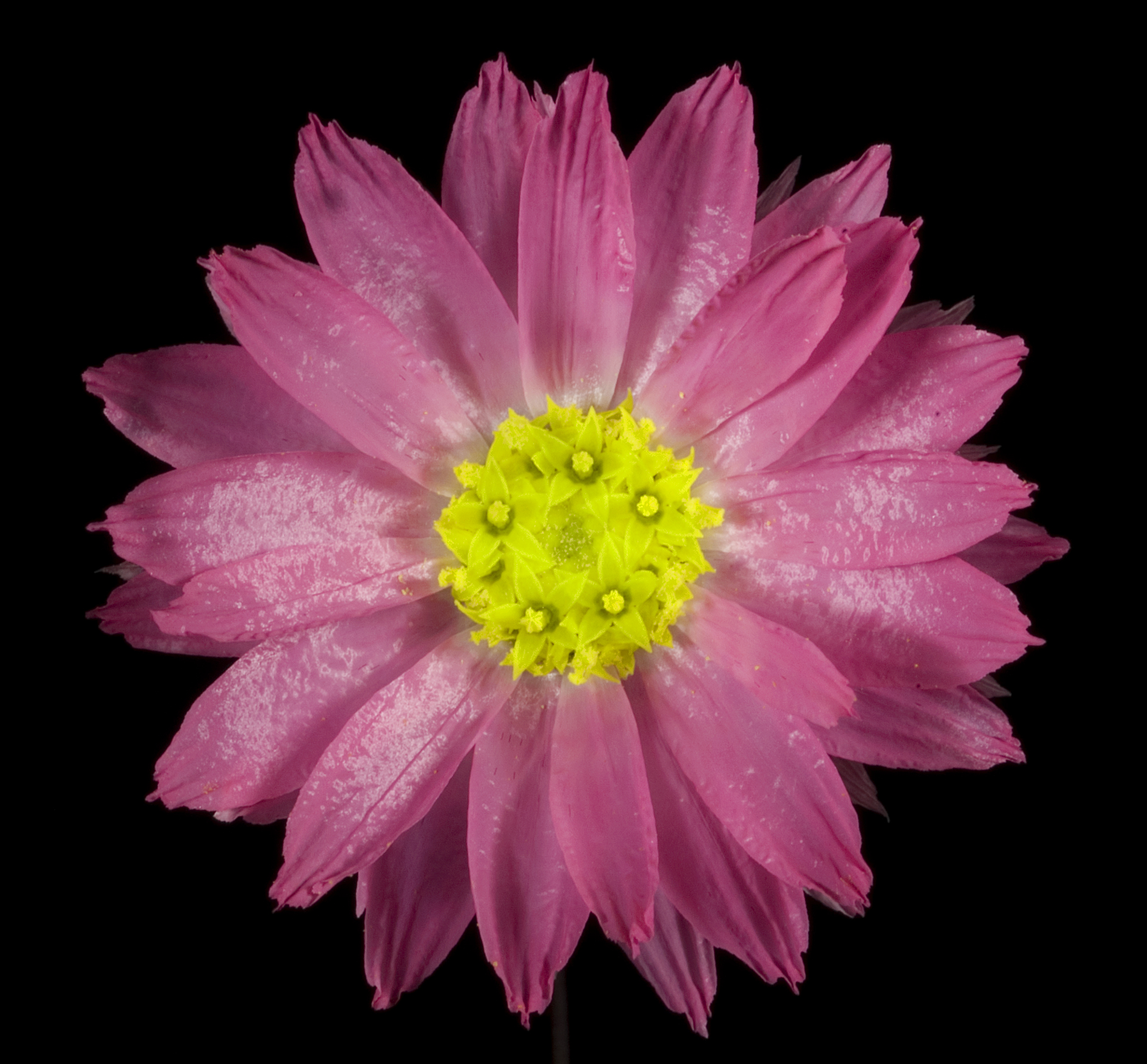
Rhodanthe manglesii
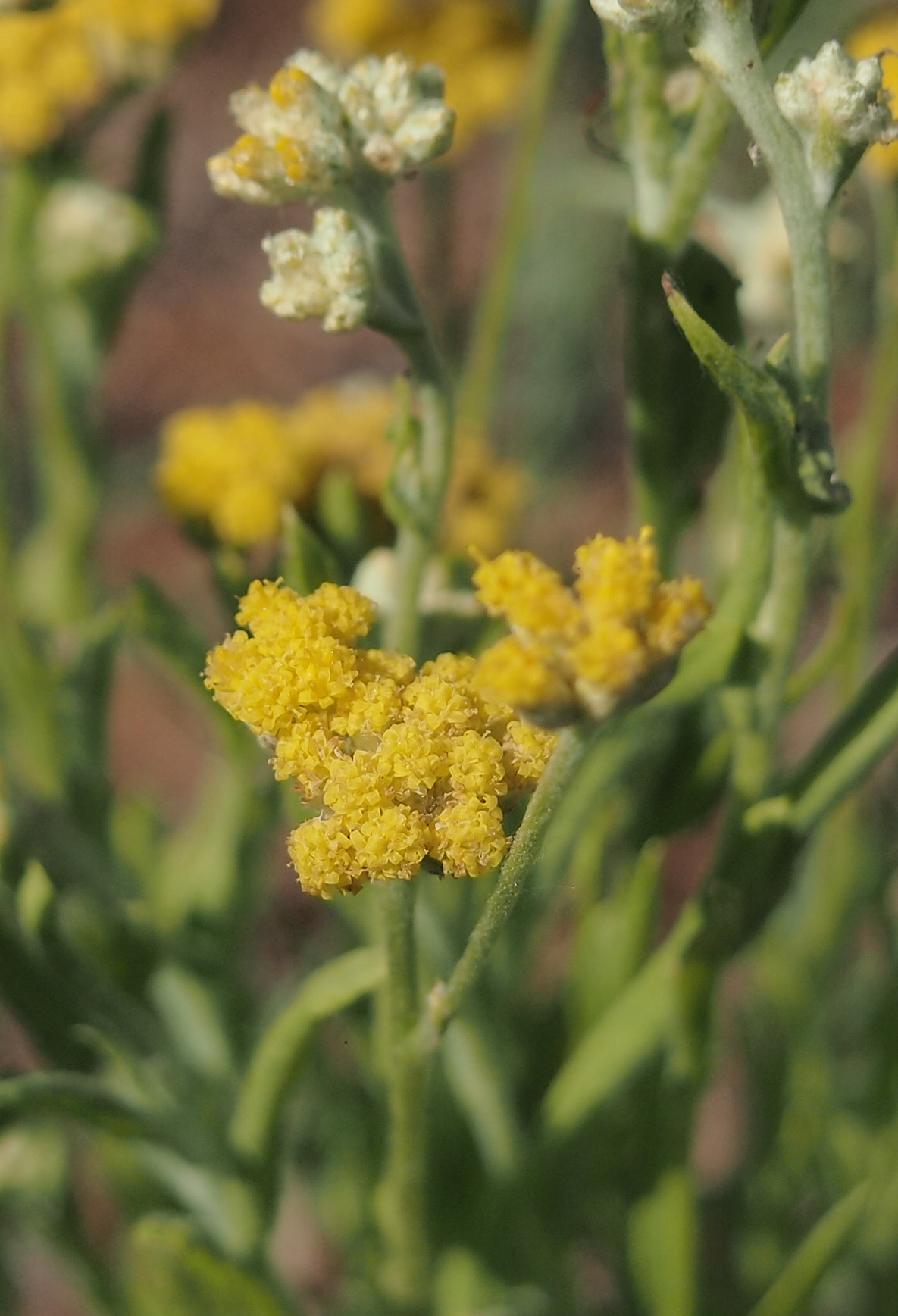
Rhodanthe moschata
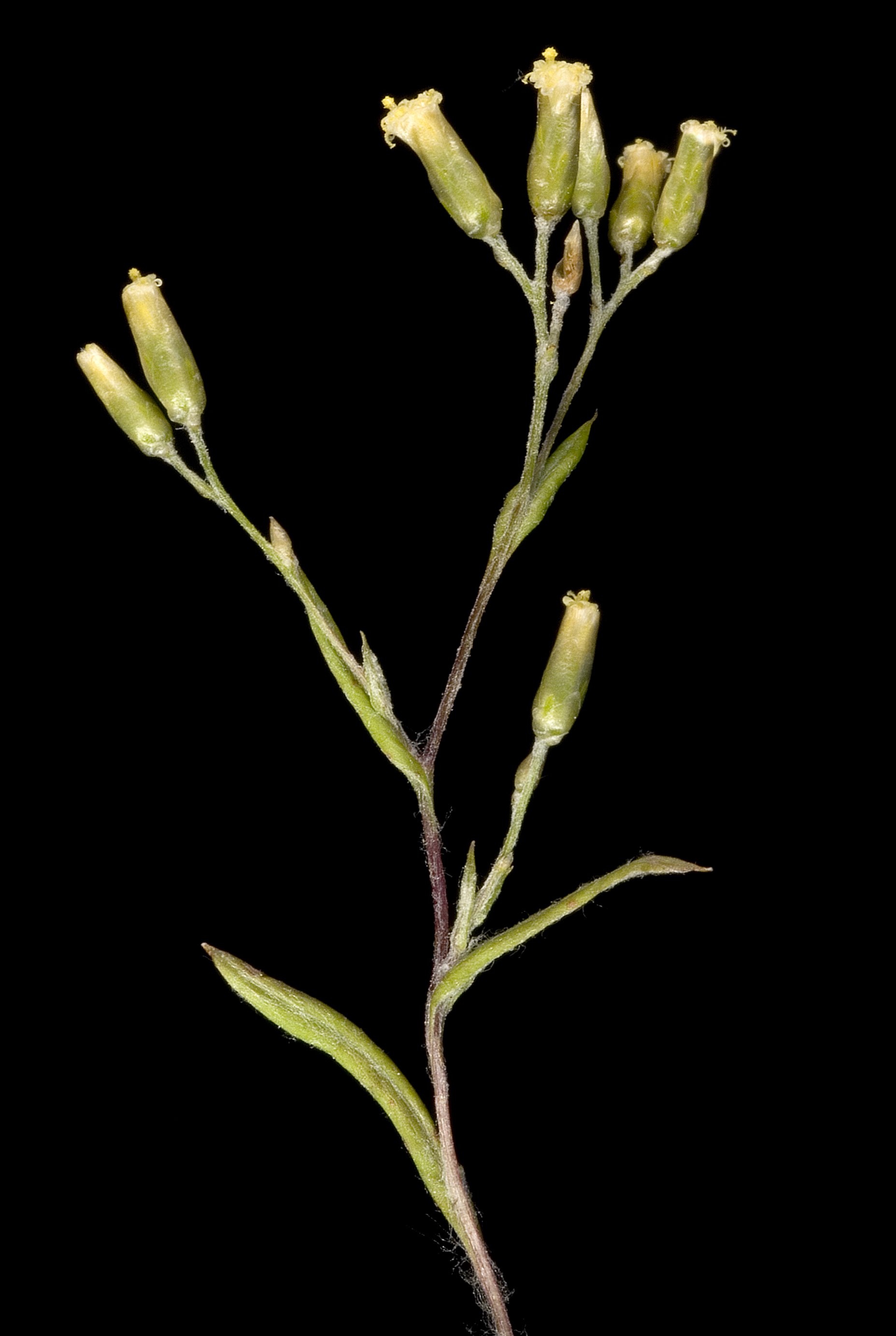
Rhodanthe pygmaea

R...U
- Rhodanthe rubella (A.Gray) Paul G.Wilson
- Rhodanthe rufescens  Paul G.Wilson
- Rhodanthe sphaerocephala  Paul G.Wilson
- Rhodanthe spicata (Steetz) Paul G.Wilson
- Rhodanthe sterilescens (F.Muell.) Paul G.Wilson
- Rhodanthe stricta (Lindl.) Paul G.Wilson
- Rhodanthe stuartiana (Sond. & F.Muell.) Paul G.Wilson
- Rhodanthe tietkensii (F.Muell.) Paul G.Wilson
- Rhodanthe troedelii (F.Muell.) Paul G.Wilson
- Rhodanthe uniflora (J.M.Black) Paul G.Wilson

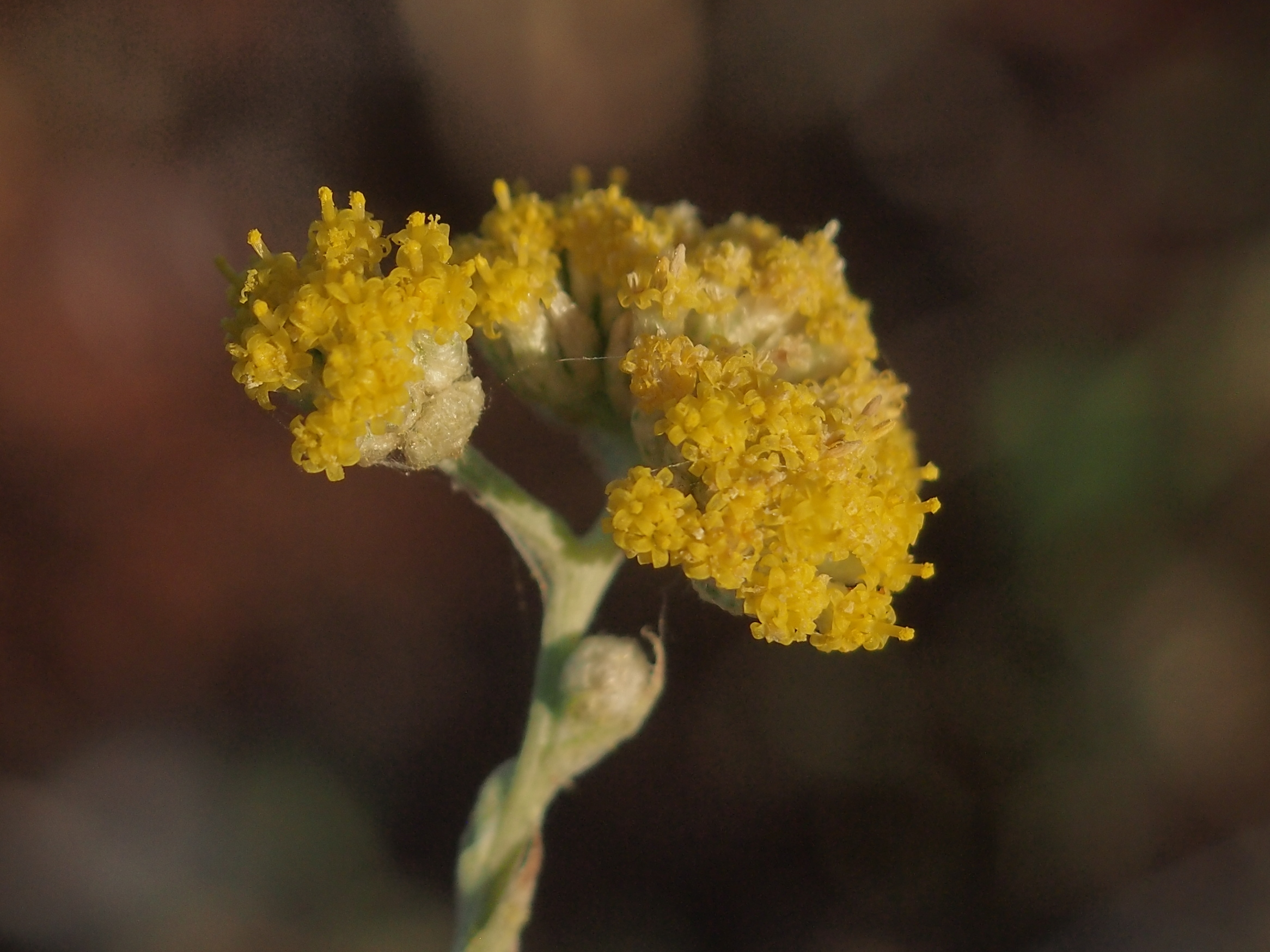
Rhodanthe tietkensii
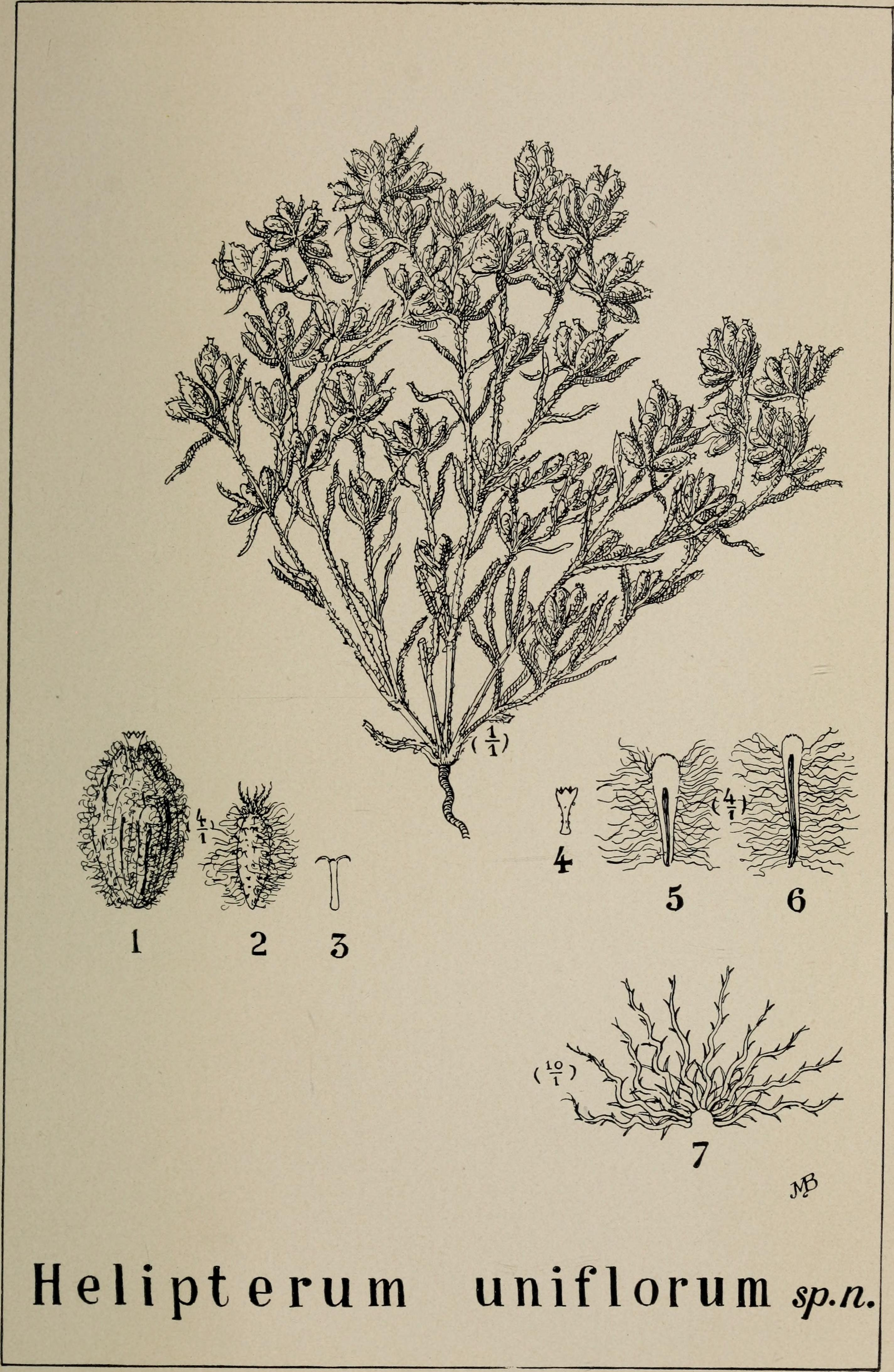
Rhodanthe uniflora

### Sinonimi
Sono elencati alcuni sinonimi per questa entità:
- Acroclinium A.Gray
- Anisolepis  Steetz
- Cassiniola  F.Muell.
- Griffithia  J.M.Black
- Monencyanthes  A.Gray
- Pteropogon  DC.
- Xyridanthe  Lindl.